# 卡貌錫屠殺
卡貌錫屠殺（Kha Maung Seik massacre）為2017年8月發生於緬甸若開邦孟都縣卡貌錫數個孟加拉印度教徒村落的襲擊事件，共造成99人喪生。目擊者證詞指當天戴黑色面罩的武裝分子襲擊村莊，拒絕承認印度教徒有權在緬甸居留，他們綁架了約百人至一旁樹林中的山丘，將除8名婦女之外的其餘人質蒙面綑綁後用刀割喉殺害，屍體皆棄置於三座坑洞中。8名婦女被綁至孟加拉後被迫婚配給武裝份子，強迫改宗伊斯蘭教、穿戴罩袍並食用不合印度教規的肉品，他們最終成功逃脫，並將屠殺與亂葬坑的地點公諸於世，當地印度教長老整理出包含102人的失蹤名單，約一個月後緬甸軍方據其提供的線索找到亂葬坑，共發現45具遺體，其中多為婦女與兒童。
當地有9座印度教徒為主的村莊遭縱火焚毀，孟都與布迪当超過3000人流離失所，其中約500人越過邊界流亡至孟加拉國。緬甸政府與國際特赦組織報告均指作案者為當地武裝若開羅興亞救世軍（ARSA），後者則發表聲明否認，反控當地佛教民族主義者為兇手。